# Desmia microstictalis
Desmia microstictalis là một loài bướm đêm trong họ Crambidae.